# Padre José Mirabent y Soler
José Mirabent y Soler (Isla Cristina, 1779-1857) fue el primer sacerdote de Isla Cristina, en el suroeste español. Nació en La Higuerita, nombre primitivo de Isla Cristina, y vivió toda su vida para su pueblo. Fue el mayor historiador de la zona y gracias a él ha llegado a nuestros días gran parte de lo que se sabe de los orígenes fundacionales de Isla Cristina.

## Biografía
La familia Mirabent es de origen catalán. La familia es originaria de la parroquia de San Bartolomé y Tecla de Sitges. Su padre, Franciso Mirabent Giralt, nacido en Sitges el 28 de abril de 1746, casó en su localidad natal con Rosa Soler Rovira, tras dispensa papal por impedimento de consanguinidad, ya que Rosa tenía familia Mirabent por parte de su padre (Pere Soler Mirabent), con fecha de 5 de noviembre de 1770. Tras la dispensa se casan el 7 de abril de 1771. En torno a 1776 se trasladan a La Higuerita (su último hijo nacido en Sitges fue María Francias el 7 de octubre de 1775 y el primero nacido en La Higuerita fue Pedro el 3 de febrero de 1777). José, cuyo nombre completo era José de la Bella, fue el sexto de doce hijos de la familia Mirabent-Soler, aunque algunos hermanos murieron a los pocos meses de su nacimiento, debido a la alta tasa de mortalidad infantil de la época. Nació el 14 de julio de 1779 en La Higuerita, y fue bautizado en La Redondela el 5 de agosto del mismo año, su padrino fue Manuel Reu, de Sitges.
Tuvo inclinaciones religiosas a edad temprana y comenzó su labor en la orden franciscana, siendo ordenado presbítero en 1803. Se le nombra teniente de cura para la iglesia de los Dolores de La Higuerita el 23 de diciembre de 1811 y en 1821 pasa al clero secular, abandonando la vida monástica y pasando a vivir con el pueblo, administrando los sacramentos y haciendo labores en la sociedad civil de la época. Llega a ser cura ecónomo, cargo que ostentó desde el 22 de abril de 1823 para la recién creada parroquia de nuestra señora de los Dolores, nombrado nuevamente para ese cargo el 30 de diciembre de 1834. También fue arcipreste de Lepe. En 1854 vivía en la calle del Carmen número 3.
Estudió en la universidad de Cádiz, de la que fue nombrado catedrático de Filosofía. Durante su vida le confirió mucha importancia al legado escrito, máxime cuando existía de esta localidad tan pocos inventarios históricos. Se dedicó a recopilar toda clase de información con valor histórico, desde actas de compra-venta hasta gacetillas locales o datos estadísticos en general. Con el tiempo se le conocerá como el primer cronista de la ciudad y el mayor historiador que Isla Cristina haya tenido, sin el cual no tendríamos datos de Isla Cristina desde su fundación hasta la década de 1850.
Se describen desavenencias con la autoridad política, como ocurre por ejemplo durante unas fiestas del Rosario en las que, tras ser anunciada a determinada fecha y hora la salida de la imagen por la autoridad civil, siendo propiedad y depositaria de dicha imagen la cofradía de pescadores con quien José tenía mucha afinidad, el sacerdote se niega a interceder ante la negativa de la cofradía a realizar la procesión. Este hecho ha dado pie a interpretarse como que los miembros de la corporación municipal no debieran tener prerrogativas ante los actos procesionales según la visión del párroco, ya que muchos políticos usaban los actos religiosos simplemente para figurar. Falleció en su villa natal, el 23 de septiembre de 1857, cuando ya tenía el nombre actual de Isla Cristina.
Actualmente, una figura de cuerpo entero en la puerta de la iglesia de los Dolores en la Gran Vía de Isla Cristina le recuerda.

### Influencia
Legó un importantísimo trabajo histórico, recogiendo información de su época y de toda la fundación de Isla Cristina, desde censos de población hasta cantidades de pescado desembarcado pasando por las carencias y necesidades de su pueblo. Como sacerdote luchó por conseguir la primera parroquia para Isla Cristina, como de hecho consiguió, construida en el siglo XVIII, convertida en parroquia a principios del XIX y destruida durante la Guerra Civil en 1936. Fue el primer sacerdote isleño de nacimiento y sus esfuerzos historiadores le han valido el título de Cronista Oficial de la Ciudad.
En su memoria existen varios lugares que en Isla Cristina llevan su nombre:
- El más antiguo de los institutos de Enseñanza Secundaria de la ciudad.
- Existe una avenida Padre Mirabent.
- Un monumento de cuerpo entero en la Gran Vía de Román Pérez, junto a la parroquia que dirigió.
- Un restaurante lleva su nombre.
- Existe una coral sinfónica Padre Mirabent.